# 小山工業高等専門学校
小山工業高等専門学校（おやまこうぎょうこうとうせんもんがっこう、英称：National Institute of Technology, Oyama College）は、栃木県小山市大字中久喜にある国立高等専門学校。

## 概要
1965年に設置された。略称は小山高専。本科4学科、専攻科1専攻5コースを擁する。本科卒業後は、進学と就職が約半々である。編入試験を経て、国立大学工学部に多く進学する。専攻科（2年間、各学年定員20名）へ進学し学士を得る者もいる。本科求人倍率は、毎年約20倍以上である。就職希望者は、ほぼ100%の就職率である。学生総数は千人程度である。

### アドミッションポリシー
教育方針である「技術者である前に人間であれ」に基づいて、豊かな人間性を持った技術者を育成することを目標としている。本科では「科学技術への興味と基礎的学力」「モノづくりや実験への積極性」「課外活動と協調性」を、専攻科では「専門の基礎学力と自ら学ぶ意欲」「モノづくりへの関心と経験」「日本語の表現力と英語の基礎学力」を持った入学者を求めている。

## 沿革
- 1965年 国立高専4期校として開校（機械工学科・電気工学科・工業化学科）
- 1970年 建築学科設置
- 1985年 電子制御工学科設置
- 1990年 工業化学科を物質工学科に改組
- 1999年 専攻科設置
- 2001年 電気工学科を電気情報工学科に改組
- 2004年 独立行政法人化により国立高等専門学校機構の設置する高等専門学校となる
- 2006年 JABEE認定書受理
- 2013年 電気電子創造工学科設置、小山高専地域連携協力会発足

## 設置学科

### 本科（準学士課程）
- 機械工学科
- 建築学科
- 電気電子創造工学科
- 物質工学科

### 専攻科（学士課程）
- 複合工学専攻
  - 機械工学コース
  - 電気電子創造工学コース
  - 物質工学コース
  - 建築学コース

## 学生生活
授業はシラバスに沿って行われ、実験・実習などもある。クラス毎のホームルームの時間もある。2020年度入学生まで、1年次は混合学級で、2年次以降が学科ごとのクラスになっている。'21年度以降は、1年次から学科ごとのクラス編成になっている。学生会活動、部活動、学園祭「工陵祭」、各種コンテスト（ロボコン、プロコン、デザコン等）、球技大会等の活動も行われている。

## 施設
- 図書情報センター（旧図書館）
- ものづくり教育研究センター（旧実習工場)
- 情報科学教育研究センター（旧電子計算機室）
- 地域共同開発センター（旧工業安全教育研究センター）
- 学寮（青嵐寮）

## 課外活動受賞歴
- 高専ロボコン1995　全国大会 技術賞
- 高専ロボコン1998　全国大会 芸術賞
- 高専ロボコン2002　全国大会 特別賞
- 高専ロボコン2003　全国大会 デザイン賞
- 高専ロボコン2005　全国大会 アイデア賞
- 高専ロボコン2006　全国大会 特別賞
- 高専ロボコン2008　全国大会 準優勝
- 高専ロボコン2009　全国推薦
- 高専ロボコン2013　全国大会 特別賞
- 高専ロボコン2015　全国大会 アイデア賞
- 高専ロボコン2017　全国大会 デザイン賞・特別賞
- 高専ロボコン2019　全国大会 準優勝
- 高専ロボコン2020　全国大会 超優秀賞
- 高専ロボコン2021　全国大会 優勝・ロボコン大賞

- プロコン2000　競技部門優勝
- プロコン2008　競技部門準優勝
- プロコン2013　NICT賞受賞

- デザコン2007in周南　空間デザイン部門審査員特別賞
- デザコン2008in高松　空間デザイン部門審査員特別賞
- デザコン2009in豊田　空間デザイン部門優秀賞
- デザコン2010in八戸　空間デザイン部門優秀賞・審査員特別賞
- デザコン2012in小山　空間デザイン部門最優秀賞・構造デザイン部門優秀賞
- デザコン2013in米子　構造デザイン部門優秀賞

- KOSENセキュリティコンテスト2018　第3位
- KOSENセキュリティコンテスト2019　第3位

## 対外関係

### 国内
- 放送大学学園と単位互換協定があり、放送大学で取得した単位を卒業に要する単位として認定できる[3]。
- 大学コンソーシアム栃木に参加している。
- 宇都宮大学と「教育研究上の交流・連携に関する協定」を締結している。
- 長岡技術科学大学と「eラーニング高等教育連携に係る遠隔教育による単位互換」を行っている。
- 千葉工業大学と「包括的な連携に関する協定」を結んでいる。

### 海外
- リールA技術短期大学（フランス）
- 香港IVE（香港専門教育学院）
- グアナファト大学（メキシコ）

## その他
- 映画「ロボコン」で主人公たちが操るロボット「BOXフンド」は小山高専のロボコンチームにより製作された。
- 日本酒「思川桜花酵母の酒」の酵母は小山高専で抽出された[4]。
- twitter クライアントのfeatherを開発する会社「コベリン」は、小山高専卒業生3名で立ち上げられた[5]。
- 2020年1月放送の、フジテレビ開局60周年特別企画「教場」のロケ地だった[6]。

## 著名な出身者
- 江利川春雄[7] - 和歌山大学大学院教育学研究科教授
- 田城郁[8] - 政治家、元参議院議員
- 村上新悟[9] - 俳優